# Борискін Валентин Данилович
Валентин Данилович Борискін (6 лютого 1942 — 8 січня 2013, Київ) — український військовик. Генерал-лейтенант. Командувач військами Київського військового округу (1992). Перший начальник Академії Збройних Сил України (1992—1997).
Професор кафедри розвідки Національної академії оборони України. Кандидат військових наук. Доцент. Почесний член Фонду ветеранів військової розвідки України.

## Життєпис
Народився 6 лютого 1942 року у селі Озерки Сараєвського району Рязанської області. У 1966 році закінчив Харківське гвардійське вище танкове командне училище, Академію бронетанкових військ ім. Р. Малиновського (1973), Академію Генерального штабу ЗС СРСР (1985).
У 1961—1963 рр. — проходив строкову службу в танкових військах в Групі Радянських військ в Німеччині. У 1968 році брав участь в подіях в Чехословаччині.
Проходив службу на посадах командира танкового взводу, командира танкової роти, заступника командира частини, командира частини. Після закінчення в 1983 р. Академії Генерального штабу призначений на посаду начальника штабу — першого заступника командувача армії Прибалтійського військового округу.
У 1973—1979 рр. — служба в Білоруському військовому окрузі на посадах заступника командира і командира мотострілецького полку, заступника командира 120 гв.мсд. У 1979—1983 рр — командир 19 гвардійської танкової дивізії Південної групи військ.
З 1988 по 1989 р. — командувач армії в Київському військовому окрузі.
З 1989 по 1992 р. — начальник штабу — перший заступник командувача Київського військового округу.
З січня 1992 р. — командувач військами Київського військового округу.
З листопада 1992 по січень 1997 р. — начальник Академії Збройних Сил України.
З 1998 року — професор кафедри розвідки Національної академії оборони України.
Помер 8 січня 2013 року в місті Києві.

## Сім'я
- Старший син Борискін Юрій Валентинович[2] — генерал-лейтенант ЗС України;
- Молодший син Борискін Олександр Валентинович — підполковник, проходить службу у складі МНС України.

## Нагороди та відзнаки
- Орден Червоної Зірки;
- Орден «За службу Батьківщині в Збройних Силах СРСР» ІІІ ст.;
- Медаль «За бойові заслуги»;
- Два ордени Угорської народної республіки «За службу Батьківщині» в золоті.